# Zonnebloemen (Van Gogh)
Zonnebloemen is een serie stillevens (olieverf op doek) gemaakt door de beroemde Nederlandse kunstschilder Vincent van Gogh.
Van de serie zonnebloemen bestaan er drie schilderijen met vijftien zonnebloemen in een vaas en twee schilderijen met twaalf zonnebloemen in een vaas. Van Gogh schilderde eerst de Vaas met de twaalf zonnebloemen, die in het Neue Pinakothek-museum in München in Duitsland hangt. Dan de eerste van de Vaas met vijftien zonnebloemen, die in de National Gallery in Londen hangt, gemaakt in augustus 1888 toen hij in Arles in Zuid-Frankrijk woonde. De latere schilderijen zijn ontstaan in januari 1889.
De schilderijen zijn geschilderd op een doek van 95 × 73 cm. Een eerdere serie van vier stillevens met zonnebloemen is geschilderd in Parijs in 1887.
Vincent Van Gogh begon met schilderen van de werken in het einde van de zomer van 1888 en vervolgde dit een jaar later. De schilderijen gingen naar zijn vriend Paul Gauguin als decoratie voor zijn slaapkamer. De schilderijen laten verschillende perioden van bloei van de zonnebloemen zien, van volle bloei tot verwelking.
Nieuw was het gebruik van de vele gele kleuren. In een brief aan zijn broer Theo van Gogh schreef Vincent: op de een of andere manier is de zonnebloem van mij.
Schilder Isaac Israëls had ook enige tijd een schilderij van de zonnebloemen van Van Gogh in zijn atelier staan. Deze had hij in bruikleen gekregen van de erfgenamen van Theo van Gogh. Israëls gebruikte de felgekleurde schilderijen vaak als achtergrond voor modelschilderingen. Het bekendste voorbeeld hiervan is Vrouw, en profil voor de zonnebloemen van Van Gogh (1917), thans in de collectie van Museum De Fundatie te Zwolle.
In maart 1987 betaalde de Japanse verzekeringsmagnaat Yasuo Goto het bedrag van $39.921.750 voor Van Goghs Stilleven: Vaas met de vijftien zonnebloemen op een veiling bij Christie's in Londen, voor die tijd een recordbedrag voor een schilderij van Vincent van Gogh. Het schilderij hangt in het Seiji Togo Memorial Sompo Japan Nipponkoa Museum of Art in Tokio.

## Stillevens van de zonnebloemen geschilderd in Arles

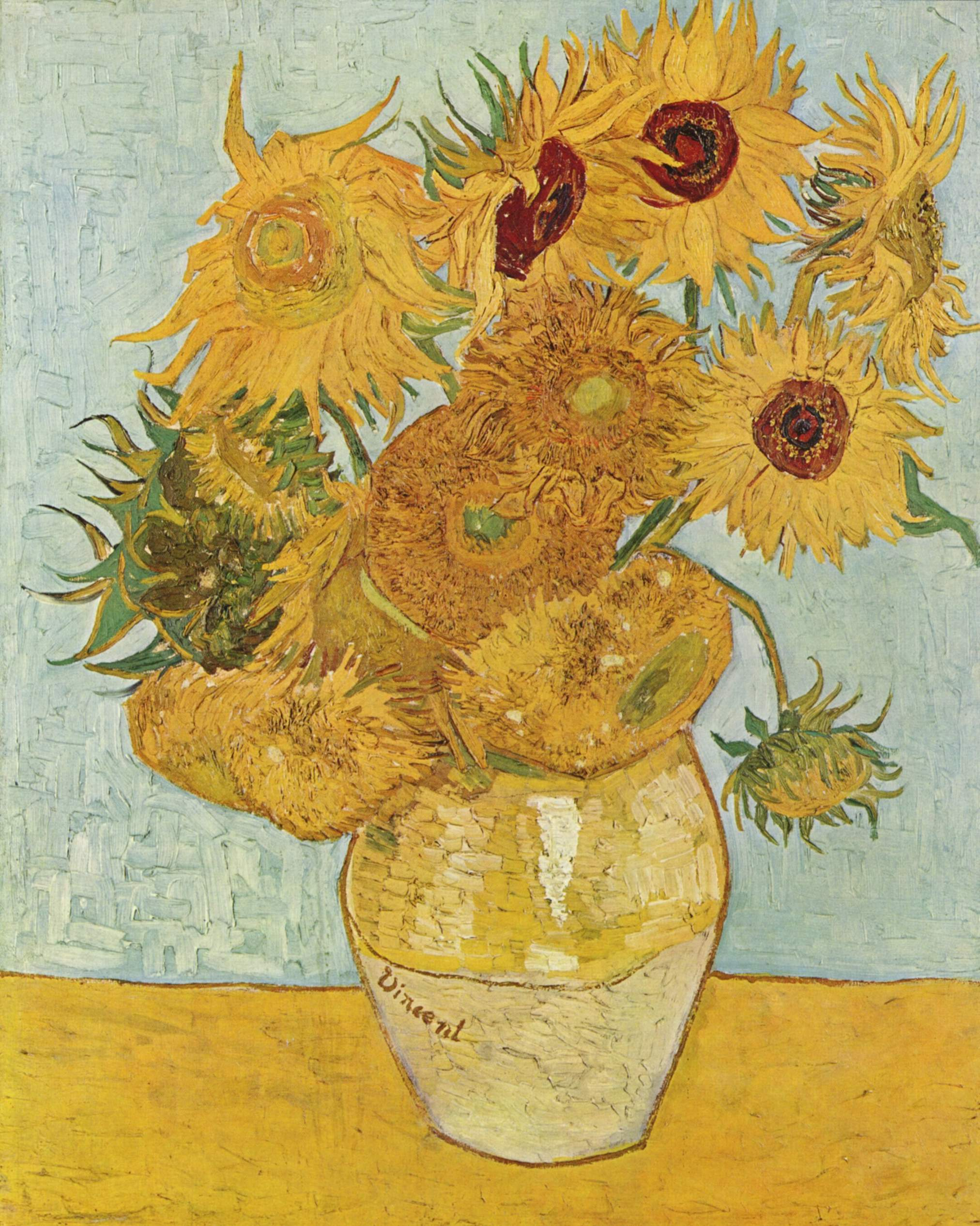
Vaas met twaalf zonnebloemen (Arles, augustus 1888) Neue Pinakothek, München, Duitsland
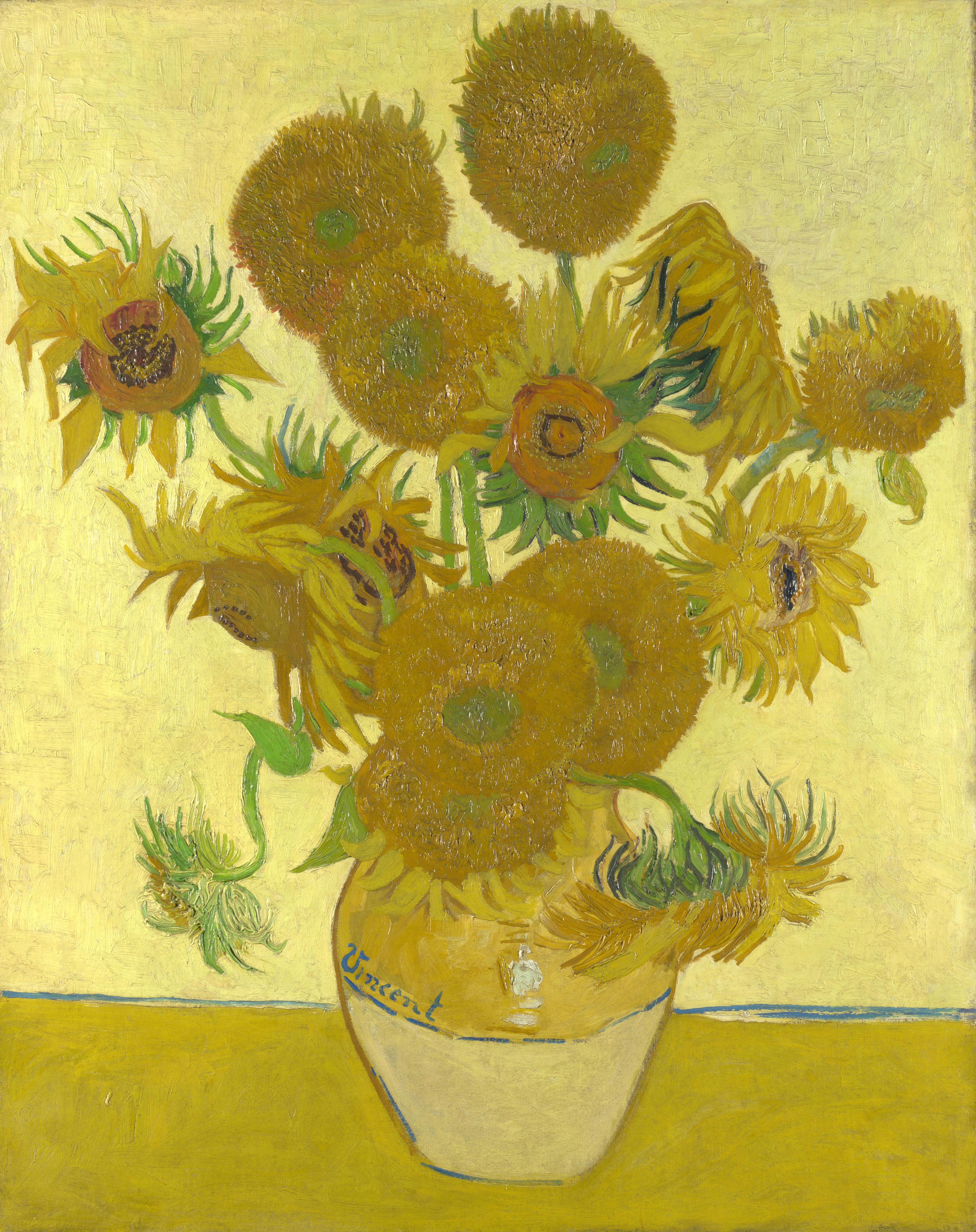
Vaas met vijftien zonnebloemen (Arles, augustus 1888) National Gallery, London, Groot-Brittannië
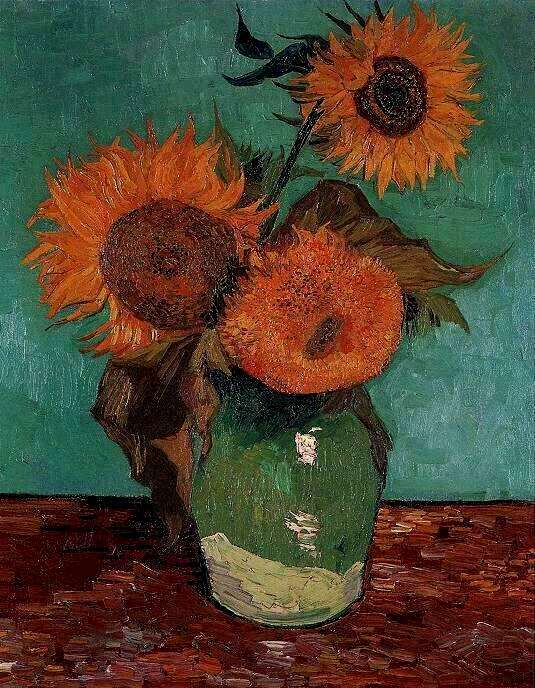
Vaas met drie zonnebloemen (Arles, augustus 1888) Privécollectie, Verenigde Staten
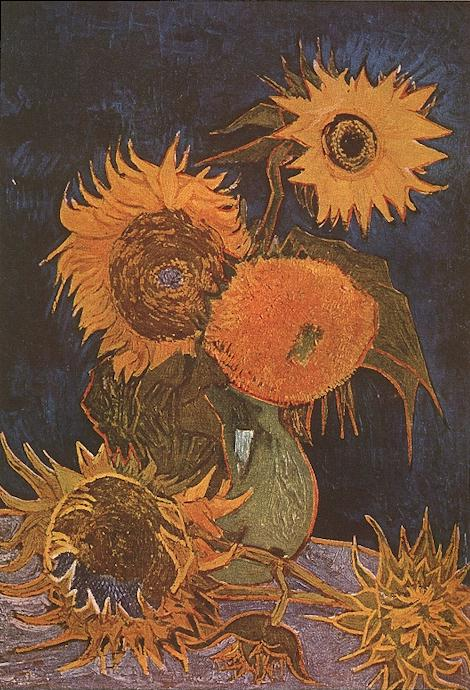
Vaas met vijf zonnebloemen (Arles, augustus 1888) Vernietigd bij een brand in de Tweede Wereldoorlog op 6 augustus 1945.
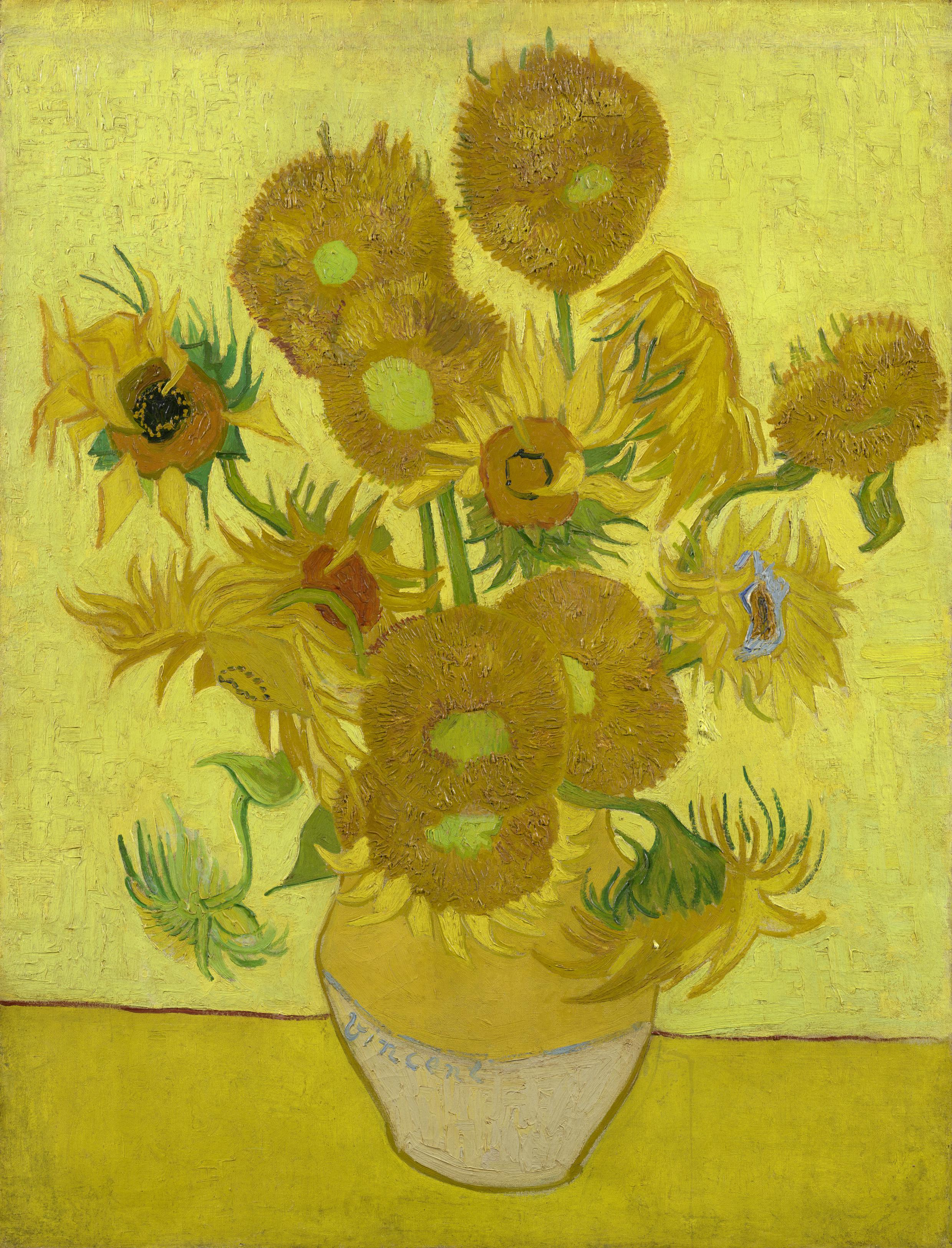
Vaas met vijftien zonnebloemen (Arles, januari, 1889) Van Gogh Museum, Amsterdam, Nederland
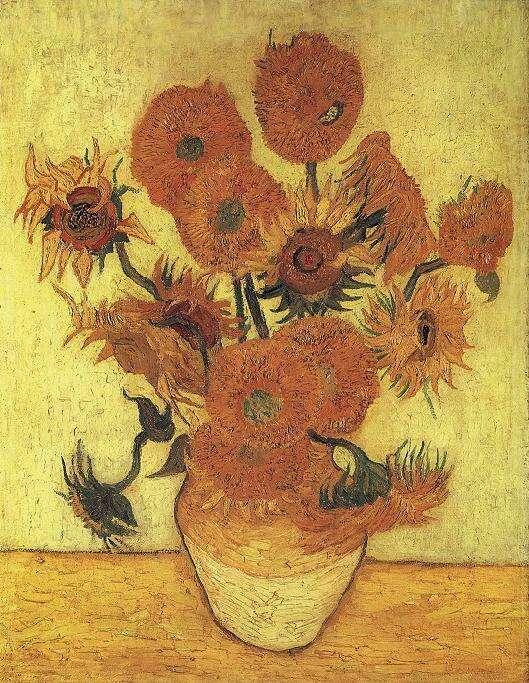
Vaas met vijftien zonnebloemen (Arles, januari 1889) Sompo Japan Museum of Art, Tokio, Japan
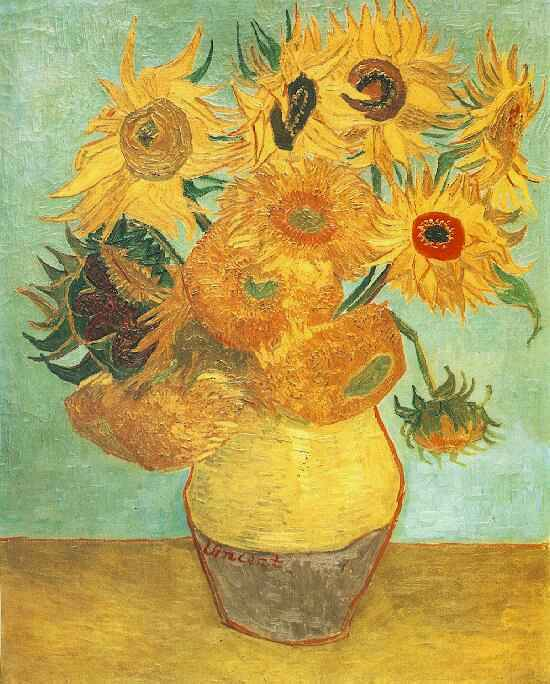
Vaas met twaalf zonnebloemen (Arles, januari 1889) Philadelphia Museum of Art, Philadelphia, Verenigde Staten.

## Referentie
- Bogomila Welsh-Ovcharov "The Ownership of Vincent van Gogh's Sunflowers," in Burlington Magazine, maart 1998: lijst van elf stillevens van zonnebloemen, vier in Parijs en zeven in Arles.

- Gemeinsame Normdatei: 7643174-5